# Seythenex
Seythenex korábbi község (település) Franciaországban, Haute-Savoie megyében. 2016. január 1-jén Faverges községgel egyesült és Faverges-Seythenex új község része lett.
Lakosainak száma 665 fő (2018. január 1.). Seythenex Jarsy, Mercury, Plancherine, Faverges-Seythenex és Giez községekkel határos.

## Népesség
A település népessége az elmúlt években az alábbi módon változott:
| Lakosok száma | 337  | 335  | 387  | 392  | 440  | 591  | 630  | 640  | 664  | 665  |
|               | 1962 | 1968 | 1975 | 1982 | 1990 | 2008 | 2013 | 2015 | 2017 | 2018 |